# 洛兰·克拉普
洛兰·克拉普（英語：Lorraine Crapp，1938年10月1日—），澳大利亚女子游泳运动员，主攻自由泳。她曾代表澳大利亚参加1956年和1960年夏季奥林匹克运动会游泳比赛，获得二枚金牌和二枚银牌。